# Sophronica tonkinensis
Sophronica tonkinensis là một loài bọ cánh cứng trong họ Cerambycidae.